# La Fosse à l’Eau

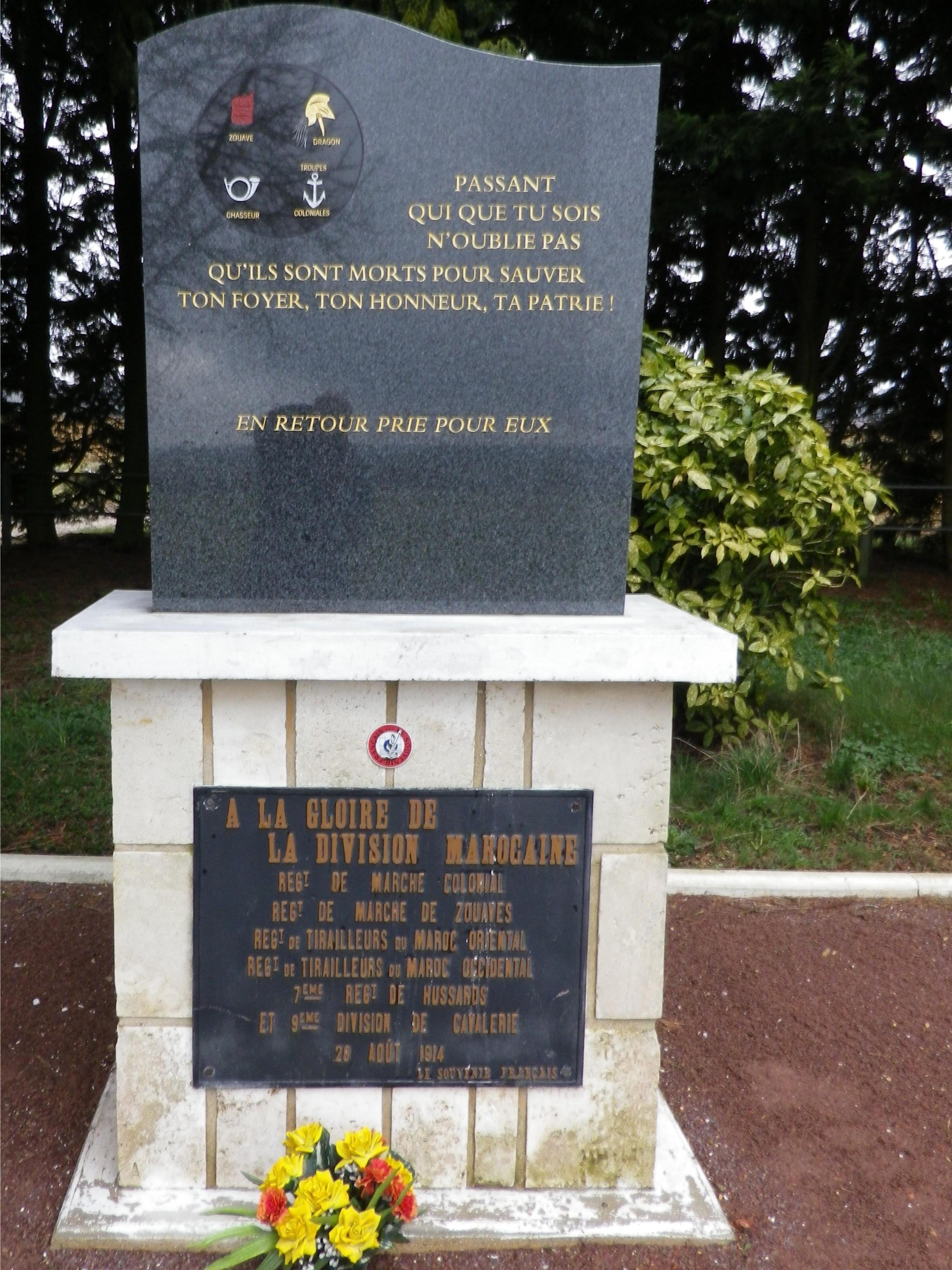
Gedenkstätte

La Fosse à l’Eau ist ein zur französischen Gemeinde Launois-sur-Vence gehörendes kleines Dorf im Département Ardennes in der Region Grand Est. Die Gemeinde gehört zum Arrondissement Charleville-Mézières und zum Kanton Signy-l’Abbaye.

## Lage
Durch den Ort führt die Landstraße D 20 vom nördlich gelegenen Thin-le-Moutier nach Launois-sur-Vence im Süden. In der Ortslage wird die Landstraße von einer untergeordneten Straße gekreuzt. Das Dorf zieht sich entlang der Straßenkreuzung und ist von bewaldeten Anhöhen umgeben.

## Geschichte
Während des Ersten Weltkriegs kam es am 28. und 29. August 1914 im Umfeld des Orts zu heftigen Kämpfen zwischen deutschen und französischen Truppen. Die französischen, vor allem von Marokkanern gebildeten, Einheiten versuchten die von Norden her aus Thin-le-Montier vorrückenden deutschen Truppen zu stoppen. Die mit Infanterie und Artillerie geführten Kämpfe forderten auf beiden Seiten viele Menschenleben. Letztlich gelang es der deutschen Seite, La Fosse à l’Eau am Morgen des 29. August einzunehmen und weiter nach Süden vorzurücken. Sämtliche Häuser des Dorfes waren mit französischen Verwundeten überfüllt. Auf der Straße befanden sich aus Wohnungseinrichtungen aufgetürmte Barrikaden.
Im Umfeld des Dorfes befindet sich eine Gedenkstätte für die gefallenen französischen und deutschen Soldaten.